# Idioma itelmen
El itelmeno, también conocido como Kamchadal, es una lengua que pertenece a la familia de las lenguas chucoto-camchatcas, habladas en la península de Kamchatka. Quedan menos de 100 hablantes nativos (60 en el año 2000), la mayoría son ancianos, en varios asentamientos al suroeste del distrito autónomo de Koriakia, mientras que la mayoría de itelmenos hablan solamente el ruso. Sin embargo, se ha intentado recuperar la lengua y se enseña en varios colegios de la región.

## Clasificación
El itelmeno no tiene ninguna relación aparente con el resto de las lenguas paleosibarianas, y forma una familia separada. Algunos lingüistas se han cuestionado si no tiene ninguna relación con otras lenguas para poder clasificarla como una lengua aislada. Tiene varias similitudes morfológicas con los idiomas chucoto y coriaco, que forman parte de la familia chucoto-camchatca, así como también  diferencias significativas, sobre todo en lo referente a la fonología. Antes de la colonización rusa de Kamchatka había tres dialectos del itelmeno: el meridional, el occidental, y el oriental, aunque en la actualidad solamente se conserva el occidental.

## Historia
Antes de la invasión rusa de Kamchatka, el itelmeno se hablaba en toda la península, y probablemente, en el norte de las islas Kuriles. Vladimir Atlásov, quien anexionó Kamchatka con Rusia y estableció varias bases militares, calculó, en el año 1697, que había aproximadamente 20.000 itelmenos. El explorador Stepan Krasheninnikov, quien hizo la primera descripción detallada de la cultura y lengua itelmenas, identificó tres dialectos y explicó que, a pesar de ello, todos los itelmenos eran capaces de entenderse unos con otros.
Desde la conquista de la isla de Atlasov, los comerciantes de piel rusos comenzaron a asentarse en la región. Los enfrentamientos entre cosacos e itelmenos eran frecuentes porque los itelmenos se sublevaron contra la hegemonía de Rusia. Muchos itelmenos  fueron obligados a convertirse al cristianismo, y a principios del siglo XIX, se les obligó a adoptar nombres rusos. El matrimonio entre los colonos rusos y los itelmenos favoreció la aparición de una lengua criolla llamada Kamchadal, de la que todavía quedan restos en el dialecto ruso hablado en Kamchatka. La similitud para los rusos entre el itelmeno y el kamchadal hizo que creyeran que se trataba del mismo idioma, lo que hizo que todavía hoy en día tomemos el nombre kamchadal como sinónimo del idioma itelmeno, cuando no es así.
Durante la era soviética, el proceso de asimilación se intensificó a causa del desplazamiento forzoso de los itelmenos a los asentamientos rusos, donde se educaba a los niños en ruso. A finales de la década de 1930, el ruso era la única lengua que se aprendía en la escuela y con la que crecían los niños itelmenos.
A pesar de ello, fue en este período cuando el itelmeno se escribió por primera vez. En el año 1930 se creó un alfabeto basado en el latín para todas las lenguas del norte de Siberia, y en el año 1932 se creó un alfabeto autóctono de 32 letras para escribir itelmeno. Se escribieron varios libros de texto empleando este alfabeto durante este período, pero enseguida lo abandonaron. En el año 1986 se creó un alfabeto basado en el cirílico, que tiene 32 letras. Este último alfabeto es el alfabeto vigente en la actualidad.

## Situación actual
El itelmeno es una lengua en peligro, y la mayoría de hablantes nativos superan los sesenta años de edad. No obstante, se está intentando recuperar la lengua y se están elaborando y perfeccionando materiales educativos. Este itelmeno moderno tiene una pronunciada influencia del ruso, tanto en léxico, como en fonología y gramática.

## Fonología
El itelmeno tiene un gran inventario fonológico si se compara con el resto de lenguas paleosiberianas, y permite la existencia de grupos consonánticos muy complejos, pero le falta el sistema de armonía vocálica característico del chucoto y del coriaco.
El lingüista Volodin hizo, en el año 1997, el siguiente inventario consonántico, mostrando las formas cirílicas y del AFI:
|                    | Bilabial | Alveolar | Palatal   | Velar   | Uvular   |  |
| ------------------ | -------- | -------- | --------- | ------- | -------- |  |
| Oclusivas sordas   | п /p/    | т /t/    |           | к /k/   | к, /q/   |  |
| Oclusivas sonoras  | п' /pʼ/  | т' /tʼ/  |           | к' /kʼ/ | к,' /qʼ/ |  |
| Africadas sordas   |          |          | ч /tʃ/    |         |          |  |
| Africadas sonoras  |          |          | ч' /tʃʼ/  |         |          |  |
| Fricativas sordas  | ф /ɸ/    | с /s/    |           | х /x/   | х, /χ/   |  |
| Fricativas sonoras | в /β/    | з /z/    | й /j/     |         |          |  |
| Nasales            | м /m/    | н /n/    | нь /ɲ/    | н, /ŋ/  |          |  |
| Laterales          |          | л /l/    | ль л, /ʎ/ |         |          |  |
| Vibrantes          |          | р /r/    |           |         |          |  |

Además de estas consonantes, a veces también se incluye la glotal oclusiva /ʔ/ y otros fonemas nasales y laterales glotales como /mˀ/, /nˀ/, y /lˀ/. Además, 's' y 'z' pueden llevar ápice. Posiblemente, también hay diferentes fonemas labializados, pero los estudios hechos hasta ahora son insuficientes.
En el itelmeno hay cinco vocales: /a/, /e/, /i/, /o/ y /u/, pero todavía no se han puesto de acuerdo en la presencia del Schwa ([ə]) en el itelmeno.